# Abrevieri de întreprinderi de stat din România socialistă
Abrevieri de întreprinderi și instituții de stat din România Socialistă:
- ADP - Antrepriza de drumuri și Poduri
- APACA - Atelierele Publice Autonome de Confecții ale Armatei
- ARIA - Agenția română de impresariat artistic (din subordinea Ministerului Culturii)[1]
- ASF - Antrepriza Șantiere Feroviare
- ASG - Antrepriza Șantiere Generale
- ASN  - Antrepriza Șantiere Navale
- BAD - Baza de Aprovizionare și Desfacere
- BATMA - Baza de Aprovizionare Tehnico-Materială a Agriculturii
- BIG - Băcănie, Industriale, Gospodina[necesită citare]
- BJATM - Baza Județeană de Aprovizionare Tehnico-Materială, devenite Comat - [nefuncțională]
  Arhivat în 13 februarie 2010, la Wayback Machine.
- BP - Biroul Politic
- CAP - Cooperativă Agricolă de Producție [2]
- CC - Comitet Central
- CCES - Consiliul Culturii și Educației Socialiste
- CCF - Comisia Centrală Financiară
- CCH - Combinatul de Celuloză și Hârtie
- CEx - Comitetul Executiv
- CENTROCOOP - Uniunea Centrală a Cooperativelor de Consum[3]
- CEPECA - Centrul de Perfecționare a Cadrelor de Conducere a Întreprinderilor
- CET - Centrală Electro-Termică
- CNCS - Consiliul Național pentru Cercetare Științifică
- CNST - Consiliul Național pentru Știință și Tehnologie
- COM - Consiliul Oamenilor Muncii
- CP - Combinat Poligrafic
- CPADM - Cooperativă de Producție, Achiziție și Desfacere a Mărfurilor
- CPEx - Comitetul Politic Executiv
- CPL - Combinatul de Prelucrare al Lemnului [4] (Bistrița, Blaj, Brăila, Brașov, Caransebeș, Comănești, Fălticeni, Focșani, Frasin, Oradea, Piatra Neamț, Pitești, Râmnicu Vâlcea, Roznov, Sighetul Marmației, Târgu-Jiu, etc)
- CSP - Comitetul de Stat al Planificării
- CUASC – Consiliul Unic Agroindustrial de Stat și Cooperatist[3]
- CUG - Combinatul de Utilaj Greu
- DIE - Direcția de Informații Externe
- DSPA - Direcția Superioară Politică a Armatei
- DSS - Direcția Securității Statului
- DTPM - Direcția de transporturi poștale și mesagerie
- EAC - Exploatarea Apă-Canal [5]
- EDP - Editura didactică și pedagogică
- EGCL - Exploatarea de Gospodărire Comunală și Locativă
- FMECTC - Fabrica de memorii electronice și componente pentru tehnica de calcul
- GAC - Gospodărie Agricolă Colectivă  -
- GAS - Gospodărie Agricolă de Stat
- GAZ - Gospodărie Agro-Zootehnică
- GIGCL - Grupul de Întreprinderi de Gospodărire Comunală și Locativă
- GOSTAT - Gospodărie (agricolă) de stat [6]
- IACMI - Intreprinderea Antrepriza Constructii Montaj Industriale
- IAL - Întreprindere de Administrare Locativă
- IAS - Întreprindere Agricolă de Stat
- IAUC - Întreprinderea de Aparate și Utilaje pentru Cercetare din București
- ICA - Înteprindere de construcții aeronautice
- ICAS - Întreprinderea Canal Apă Salubritate
- ICC - Înteprindere de construcții civile
- ICCF - Înteprindere de construcții căi ferate
- ICE - Întreprinderea de calculatoare electronice
- ICECHIM - Institutul Central de Chimie
- ICECOOP - Întreprinderea de Comerț Exterior din subordinea Uniunii Centrale a Cooperativelor
- ICEMENERG - Institutul de Cercetări și Modernizări Energetice
- ICF - Înteprindere de construcții forestiere
- ICLF - Întreprinderea pentru colectarea legumelor și fructelor
- ICIL - Întreprinderea pentru colectarea și industrializarea laptelui
- ICIM - Întreprindere de construcții industriale și montaj
- ICM - Întreprinderea de colectare a metalelor
- ICME - Institutul de cercetări și modernizări energetice
- ICN - Înteprinderea de combustibili nucleari
- ICP - Întreprinderea de celule prefabricate
- ICRA - Întreprinderea de Comerț cu Ridicata pentru Produse Alimentare
- ICRAL - Întreprinderea de Construcții, Reparații și Administrare Locativă
- ICSAAP - Întreprinderea de Comerț și alimentație publică
- ICSITMUA - Institutul de Cercetare Științifică și Inginerie Tehnologică pentru Mașini și Utilaje Agricole
- ICSMI - Intreprinderea Comerciala de Stat Marfuri Industriale
- ICTP - Întreprindere de construcții tunele și poduri
- IDEB - Întreprinderea de Distribuție a Energiei Electrice București[3]
- IDMS - Întreprinderea de Distribuție a Materialelor Sportive
- IDP - Întreprinderea de drumuri și poduri
- IEC - Întreprinderea de electrocentrale
- IEI - Întreprinderea de electronică industrială
- IEMI - Întreprinderea de aparate electronice de măsură și industriale
- IEPER - Întreprinderea de echipamente periferice
- IEPG - Întreprinderea de extracție petrol și gaze
- IFET - Întreprinderea forestieră exploatare si transport
- IFMA - Întreprinderea de Fabricat și Montaj Ascensoare
- IGCL - Întreprinderea de Gospodărire Comunală și Locativă
- IGO - Întreprinderea de Gospodărire Orășenească
- IIRUC - Întreprinderea pentru întreținerea și repararea utilajelor de calcul și de electronică profesională
- IJCM - Întreprinderea Județeană de Construcții și Montaj -
- IJTL - Întreprinderea județeană de transport local
- ILF - Întreprinderea de Legume și Fructe
- ILLT - Întreprinderea de locuințe și localuri Timișoara
- IMF - Institutul de Medicină și Farmacie
- IMGB - Întreprinderea de Mașini Grele București
- IMP - Întreprinderea de Morărit și Panificație (sau Întreprinderea de Mase Plastice)
- IMUAS - Întreprinderea de Mașini-Unelte, Accesorii și Scule
- IMUM - Întreprinderea de Mașini și Utilaje Medgidia
- IMMUM - Întreprinderea Mecanică de Mașini și Utilaje Miniere
- INCREST - Institutul pentru Creație Științifică și Tehnică
- IOR - Întreprinderea Optică Română
- IPA - Întreprinderea de prelucrare a aluminiului
- IPO-Întreprinderea de Pescuit Oceanic Tulcea
- IPEG - Întreprinderea de prospecțiuni și exploatări geologice
- IPICCF - Întreprinderea de producție industrială - construcții căi ferate
- IPL - Întreprinderea de Prelucrare a Lemnului
- IPRS - Întreprinderea de piese radio și semiconductori
- IPS - Întreprinderea de Prestări și Servicii[7]
- IRE - Întreprinderea de rețele electrice
- IRL - Întreprinderea de reparații locomotive
- IRTA - Întreprinderea Regională de Transporturi Auto
- ISPCF - Institutul de Studii și Proiectări Căi Ferate (anterior IPCF - Institutul de Proiectări Căi Ferate)
- ISPE - Institutul de Studii și Proiectări Energetice
- ITA - Întreprinderea de transport auto
- ITB - Întreprinderea de transport București
- ITRIT - Întreprinderea de Termoficații și Reparații Instalații Termice [5]
- IUC - Întreprinderea de Utilaj Chimic
- IUG - Întreprinderea de Utilaj Greu
- IUGC - Întreprinderea de Utilaj Greu în Construcții
- IUPR - Întreprinderea de Utilaj Petrolier și Reparații
- IUS - Întreprinderea de unelte și scule
- IUT - Întreprinderea de Utilaj Tehnologic
- IVA - Întreprinderea de vagoane Arad
- MAT - Monopolul Alcoolului și Tutunului
- OCL - Organizație Comercială Locală
- OIF - Oficiul de Îmbunătățiri Funciare
- OJT - Oficiul Județean de Turism
- ONT - Oficiul Național de Turism
- ORACA - Oficiul Regional de Achizitii si Colectare Animale
- RCD - Societatea mixtă româno-americană Rom Control Data
- SIRV - Secția întreținere și reparații vagoane
- SMA - Stațiunea de Mașini Agricole  Arhivat în 1 decembrie 2011, la Wayback Machine.
- SMT - Stațiunea de Mașini și Tractoare
- SORA - Societatea Română de Aprovizionare
- SovRom - firme mixte româno-sovietice
- SUT - Stație de Utilaje și Transport
- TAPL - Trustul de Alimentație Publica Locala
- TCH - Trustul de construcții hidroenergetice
- TCI - Trustul de construcții industriale
- TCP - Trustul de construcții petroliere
- TFP - Trustul de foraj petrolier
- TIAB - Trustul de instalații si automatizări București
- TPG - Trustul de petrol și gaze
- TUG - Trustul de utilaj greu
- UAB - Uzina de autocamioane Brașov
- UCB - Uzinele Comunale București
- UCECOM - Uniunea Centrală a Cooperativelor Mesteșugărești[3]
- UGSR - Uniunea Generală a Sindicatelor din România
- UJCC - Uniunea Județeană a Cooperativelor de Consum și de Credit
- UJCOM - Uniunea Județeană a Cooperativelor Meșteșugărești
- UMT - Uzina mecanică Timișoara
- UMTF - Unitate de mecanizare și transport forestier
- UNCAP - Uniunea Națională a C.A.P.
- URAC - Uzina de Reparații "Atelierele Centrale" (din București)
- URB - Uzina de Rulmenți Brașov
- URCAP - Uniunea Raională a C.A.P.
- URUP - Uzina de Reparații Utilaj Petrolier
- UTB - Uzina de Tractoare Brașov
- UVA - Uzina de Vagoane Aiud
- UVAA - Uzina de Vagoane ,,Astra" Arad
- ZIL - Zavod Imeni Lenina(rusă) = Fabrică Numită după Lenin
- ZIS - Zavod Imeni Stalina (rusă) = Fabrică Numită după Stalin[8]